# Castellflorit
Castellflorit (en castellà i oficialment: Castelflorite i en aragonès Castilflorit) és un municipi aragonès situat a la província d'Osca i enquadrat a la comarca dels Monegres.